# Billboard Music Awards 2023
Die Billboard Music Awards 2023 fanden am 16. November 2023 im MGM Grand Garden Arena in Paradise statt. Die Zeremonie war auf den Billboard Social Media Kanälen bei Facebook, X, Instagram, TikTok, Threads, YouTube sowie auf der Website weltweit zu empfangen. Es war die 30. Ausgabe der Billboard Music Awards.

## Hintergrund
Im März 2023 kündigte Billboard die Verlegung der Preisverleihung vom Frühjahr auf den Herbst 2023 an.
Die Veranstaltung wurde zum ersten Mal ausschließlich online ausgestrahlt. Die Preisverleihungen wurden an verschiedenen Veranstaltungsorten durchgeführt. Die Auftritte wurden vorab aufgezeichnet.

## Auftritte
- Karol G: Qlona, Labios Mordidos, Ojos Ferrari
- David Guetta und Bebe Rexha: I’m Good (Blue), One in a Million
- NewJeans: Super Shy, OMG
- Tate McRae: Greedy
- Peso Pluma: Rubicon
- Mariah Carey:  All I Want for Christmas Is You
- Stray Kids: S-Class, Lalalala
- Morgan Wallen: 98 Braves[3]

## Auszeichnungen
Die Gewinner sind fett hinterlegt.
| Bester Künstler | Bester neuer Künstler | Bester männlicher Künstler |
| --- | --- | --- |
| - Taylor Swift - Luke Combs - Drake - SZA - Morgan Wallen | - Zach Bryan - Ice Spice - Jelly Roll - Peso Pluma - Bailey Zimmerman | - Morgan Wallen - Zach Bryan - Luke Combs - Drake - The Weeknd |
| Beste weibliche Künstlerin | Beste(s) Duo/Group | Bester Billboard-200-Künstler |
| - Taylor Swift - Beyoncé - Miley Cyrus - Olivia Rodrigo - SZA | - Fuerza Regida - Eslabon Armado - Fifty Fifty - Grupo Frontera - Metallica | - Taylor Swift - Luke Combs - Drake - SZA - Morgan Wallen |
| Bester Hot-100-Künstler | Bester Hot-100-Songwriter | Bester Hot-100-Produzent |
| - Morgan Wallen - Luke Combs - Drake - Taylor Swift - SZA | - Taylor Swift - Jack Antonoff - Zach Bryan - Ashley Gorley - SZA | - Joey Moi - Jack Antonoff - Zach Bryan - Metro Boomin - Taylor Swift |
| Bester Streaming Künstler | Bester Radiosong-Künstler | Bester Künstler nach Liedverkäufen |
| - Morgan Wallen - Zach Bryan - Drake - Taylor Swift - SZA | - Taylor Swift - Miley Cyrus - SZA - Morgan Wallen - The Weeknd | - Taylor Swift - Jason Aldean - Oliver Anthony Music - Miley Cyrus - Morgan Wallen |
| Bester globaler Top–200 Künstler | Bester globaler Künstler | Bester R&B-Künstler |
| - Taylor Swift - Bad Bunny - SZA - Morgan Wallen - The Weeknd | - Taylor Swift - Bad Bunny - NewJeans - Ed Sheeran - The Weeknd | - SZA - Beyoncé - Chris Brown - Rihanna - The Weeknd |
| Bester männlicher R&B-Künstler | Beste weibliche R&B-Künstlerin | Bester R&B-Touring-Künstler |
| - The Weeknd - Chris Brown - Miguel | - SZA - Beyoncé - Rihanna | - Beyoncé - Bruno Mars - The Weeknd |
| Bester Rap-Künstler | Bester männlicher Rap-Künstler | Beste weibliche Rap-Künstlerin |
| - Drake - 21 Savage - Lil Baby - Metro Boomin - Travis Scott | - Drake - 21 Savage - Travis Scott | - Nicki Minaj - Doja Cat - Ice Spice |
| Bester Rap-Touring-Künstler | Bester Country-Künstler | Bester männlicher Country-Künstler |
| - Drake - 50 Cent - Snoop Dogg und Wiz Khalifa | - Morgan Wallen - Zach Bryan - Luke Combs - Taylor Swift - Bailey Zimmerman | - Morgan Wallen - Zach Bryan - Luke Combs |
| Beste weibliche Country-Künstlerin | Beste(s) Country-Duo/Gruppe | Bester Country-Touring-Künstler |
| - Taylor Swift - Megan Moroney - Lainey Wilson | - Zac Brown Band - Old Dominion - Parmalee | - Morgan Wallen - Luke Combs - George Strait |
| Bester Rock-Künstler | Beste(s) Rock-Duo/Gruppe | Bester Rock-Touring-Künstler |
| - Zach Bryan - Jelly Roll - Noah Kahan - Steve Lacy - Stephen Sanchez | - Arctic Monkeys - Foo Fighters - Metallica | - Coldplay - Depeche Mode - Elton John |
| Bester Latin-Künstler | Bester männlicher Latin-Künstler | Beste weibliche Latin-Künstlerin |
| - Bad Bunny - Eslabon Armado - Karol G - Peso Pluma - Fuerza Regida | - Bad Bunny - Rauw Alejandro - Peso Pluma | - Karol G - Rosalía - Shakira |
| Beste(s) Latin-Duo/Gruppe | Bester Latin-Touring-Künstler | Bester globaler K-Pop-Künstler |
| - Fuerza Regida - Eslabon Armado - Grupo Frontera | - Karol G - Daddy Yankee - RBD | - NewJeans - Jimin - Stray Kids - Tomorrow X Together - Twice |
| Top K-Pop Touring Artist | Top Afrobeats Artist | Top Dance/Electronic Artist |
| - Blackpink - Suga - Twice | - Burna Boy - Libianca - Rema - Tems - Wizkid | - Beyoncé - Drake - David Guetta - Calvin Harris - Tiësto |
| Bester christlicher Künstler | Bester Gospel-Künstler | Bestes Billboard-200-Album |
| - Lauren Daigle - Elevation Worship - For King & Country - Brandon Lake - Phil Wickham | - Kanye West - Elevation Worship - Maverick City Music - Kirk Franklin - CeCe Winans                                                                                                  | - Morgan Wallen – One Thing at a Time - Drake und 21 Savage – Her Loss - Metro Boomin – Heroes & Villains - Taylor Swift – Midnights - SZA – SOS |
| Bester Soundtrack | Bestes R&B-Album | Bestes Rap-Album |
| - Barbie: The Album - Black Panther: Wakanda Forever – Music from and Inspired By - Elvis - Spider-Man: Across the Spider-Verse - Top Gun: Maverick | - SZA – SOS - Beyoncé – Renaissance - Brent Faiyaz – Wasteland - Drake – Honestly, Nevermind - Steve Lacy – Gemini Rights                                                             | - Drake und 21 Savage – Her Loss - Future – I Never Liked You - Lil Baby – It's Only Me - Metro Boomin – Heroes & Villains - Travis Scott – Utopia |
| Bestes Country-Album | Bestes Rock-Album | Bestes Latin-Album |
| - Morgan Wallen – One Thing at a Time - Zach Bryan – American Heartbreak - Luke Combs – Gettin’ Old - Luke Combs – Growin’ Up - Taylor Swift – Speak Now (Taylor's Version)                                                                                         | - Zach Bryan – American Heartbreak - Hardy – The Mockingbird & The Crow - Jelly Roll – Whitsitt Chapel - Noah Kahan – Stick Season - Steve Lacy – Gemini Rights                       | - Bad Bunny – Un Verano Sin Ti - Eslabon Armado – Desvelado - Iván Cornejo – Dañado - Karol G – Mañana Será Bonito - Peso Pluma – Génesis |
| Bestes K-Pop-Album | Bestes Dance/Electronic-Album | Bestes christliches Album |
| - Stray Kids – 5-Star - Jimin – Face - NewJeans – Get Up - Tomorrow X Together – The Name Chapter: Temptation - Twice – Ready to Be | - Beyoncé – Renaissance - Drake – Honestly, Nevermind - Illenium – Illenium - Kim Petras – Feed The Beast - Tiësto – Drive                                                            | - Anne Wilson – My Jesus - Cain – Rise Up - Lauren Daigle – Lauren Daigle - Elevation Worship – Lion - Brandon Lake – House of Miracles |
| Bestes Gospel-Album | Bester Hot-100-Song | Bester Streaming-Song |
| - Maverick City Music und Kirk Franklin – Kingdom Book One - Zacardi Cortez – Imprint (Live in Memphis) - Whitney Houston – I Go to the Rock: The Gospel Music of Whitney Houston - Jonathan McReynolds – My Truth - Tye Tribbett – All Things New                  | - Morgan Wallen – Last Night - Miley Cyrus – Flowers - Metro Boomin, The Weeknd und 21 Savage – Creepin’ - Taylor Swift – Anti-Hero - SZA – Kill Bill                                 | - Morgan Wallen – Last Night - Zach Bryan – Something in the Orange - Miley Cyrus – Flowers - Taylor Swift – Anti-Hero - SZA – Kill Bill |
| Bester Radio-Song | Bestverkaufter Song | Beste Kollaboration |
| - Miley Cyrus – Flowers - Metro Boomin, The Weeknd und 21 Savage – Creepin’ - Rema und Selena Gomez – Calm Down - Taylor Swift – Anti-Hero - The Weeknd und Ariana Grande – Die for You                                                                             | - Taylor Swift – Anti-Hero - Jason Aldean – Try That in a Small Town - Oliver Anthony Music – Rich Men North of Richmond - Miley Cyrus – Flowers - Jimin – Like Crazy                 | - Metro Boomin, The Weeknd und 21 Savage – Creepin’ - David Guetta und Bebe Rexha – I’m Good (Blue) - Rema und Selena Gomez – Calm Down - Sam Smith und Kim Petras – Unholy - The Weeknd und Ariana Grande – Die for You |
| Bester globaler 200 Song | Bester globaler 200 Song außerhalb der USA | Bester R&B-Song |
| - Miley Cyrus – Flowers - Rema und Selena Gomez – Calm Down - Taylor Swift – Anti-Hero - SZA – Kill Bill - The Weeknd und Ariana Grande – Die for You | - Miley Cyrus – Flowers - David Guetta und Bebe Rexha – I’m Good (Blue) - Rema und Selena Gomez – Calm Down - Harry Styles – As It Was - The Weeknd und Ariana Grande – Die for You   | - SZA – Kill Bill - Metro Boomin, The Weeknd und 21 Savage – Creepin’ - Miguel – Sure Thing - SZA – Snooze - The Weeknd und Ariana Grande – Die for You |
| Bester Rap-Song | Bester Country-Song | Bester Rock-Song |
| - Drake und 21 Savage – Rich Flex - Coi Leray – Players - Gunna – FukUMean - Lil Durk featuring J. Cole – All My Life - Toosii – Favorite Song | - Morgan Wallen – Last Night - Zach Bryan – Something in the Orange - Luke Combs – Fast Car - Morgan Wallen – You Proof - Bailey Zimmerman – Rock and a Hard Place                    | - Zach Bryan – Something in the Orange - Zach Bryan featuring Kacey Musgraves – I Remember Everything - Jelly Roll – Need a Favor - Steve Lacy – Bad Habit - Stephen Sanchez – Until I Found You |
| Bester Latin-Song | Bester K-Pop-Song | Bester Afrobeats-Song |
| - Eslabon Armado und Peso Pluma – Ella Baila Sola - Fuerza Regida und Grupo Frontera – Bebe Dame - Grupo Frontera und Bad Bunny – Un x100to - Karol G und Shakira – TQG - Yng Lvcas und Peso Pluma – La Bebé                                                        | - Jungkook featuring Latto – Seven - Fifty Fifty – Cupid - Jimin – Like Crazy - NewJeans – Ditto - NewJeans – OMG                                                                     | - Rema und Selena Gomez – Calm Down - Ayra Starr – Rush - Libianca – People - Oxlade – Ku Lo Sa - Victony, Rema und Tempoe featuring Don Toliver – Soweto |
| Bester Dance/Electronic-Song | Bester christlicher Song | Bester Gospel-Song |
| - David Guetta and Bebe Rexha – I’m Good (Blue) - Bizarrap und Shakira – Shakira: Bzrp Music Sessions, Vol. 53 - David Guetta, Anne-Marie und Coi Leray – Baby Don’t Hurt Me - Elton John und Britney Spears – Hold Me Closer - Tiësto featuring Tate McRae – 10:35 | - Brandon Lake – Gratitude - Lauren Daigle – Thank God I Do - For King & Country und Jordin Sparks – Love Me Like I Am - Chris Tomlin – Holy Forever - Phil Wickham – This Is Our God | - CeCe Winans – Goodness of God - Zacardi Cortez – Lord Do It For Me (Live in Memphis) - Crowder und Dante Bowe featuring Maverick City Music – God Really Loves Us - Elevation Worship featuring Chandler Moore und Tiffany Hudson – More Than Able - Maverick City Music and Kirk Franklin featuring Brandon Lake und Chandler Moore – Fear Is Not My Future |